# أشا جي. مينون
أشا جي. مينون (بالإنجليزية: Asha G. Menon)‏ هي مغنية هندية، ولدت في 19 يوليو 1986 في تريشور في الهند.

## وصلات خارجية
- أشا جي. مينون على موقع ميوزك برينز (الإنجليزية)